# 新世紀エヴァンゲリオン 碇シンジ育成計画
『新世紀エヴァンゲリオン 碇シンジ育成計画』（しんせいきエヴァンゲリオン いかりシンジいくせいけいかく）は、テレビアニメ『新世紀エヴァンゲリオン』を原作としたPCゲーム。2004年9月24日に発売された。開発･制作はガイナックス、発売元はエンターブレイン。

## ゲーム内容
プレイヤーは葛城ミサトとして碇シンジの育成スケジュールを組む。それによるパラメーター変化によってストーリーが本編準拠のシリアスな「タナトス編」・シンジが前向きになる「パトス編」・いわゆる「学園エヴァ」相当の「キャンパス編」に分かれる。
ゲームは全26話構成になっていて、「タナトス編」は第壱話から、「パトス編」は「タナトス編」第七話から分岐した第VIII話から（ただし各話ごとに「タナトス編」か「パトス編」かがパラメーター数値変化により決まる）、「キャンパス編」は「パトス編」第XX話から再分岐した第21話から、それぞれ最終話までとなる。「タナトス編」第弐拾壱話・「パトス編」第XXI話・「キャンパス編」第21話以降は他の編への移行は無い（例外として「キャンパス編」第24話のみは、選択肢またはパラメーター数値変化により「パトス編」へ移行する）。
エンディングは「タナトス編」のみのエンディングが2つ、「タナトス編」「パトス編」共通のエンディングが1つ、「パトス編」「キャンパス編」共通の職業エンディングが12、「キャンパス編」のみのあるパラメーターによる追加エンディングが8つとなっている。
クリア後には、赤木リツコとして渚カヲルを育成する「渚カヲル養成計画」がプレイ可能になる。このシナリオは、ゼーレが極力穏便にゲンドウからシンジを引き離すためにカヲルを派遣するという物で、シンジをカヲルの虜とすることが目的。ボーイズラブ色が非常に強く、最低でも友達の関係を超えなければバッドエンドになってしまう。